# Vic Lundquist
Vic Lundquist   (Ontario, 22 de març de 1908 - Winnipeg, 30 de novembre de 1983) va ser un jugador d'hoquei sobre gel canadenc que va competir durant les dècades de 1920 i 1930.
Amb el Winnipeg Hockey Club guanyà l'Allan Cup de 1931. El 1932 va prendre part en els Jocs Olímpics de Lake Placid, on guanyà la medalla d'or en la competició d'hoquei sobre gel.
El 1936, als Jocs de Berlín, fou entrenador de la selecció sueca i posteriorment àrbitre. El 1997 fou inclòs a l'International Ice Hockey Federation Hall of Fame.